# وستلینتون
وستلینتون (به انگلیسی: Westlinton) یک روستا و محله مدنی در بریتانیا است که در کارلایل واقع شده‌است. وستلینتون ۳۸۰ نفر جمعیت دارد.